# Wiezebrug
De Wiezebrug is een liggerbrug over de Dender nabij de grens van de gemeenten Aalst en Lebbeke. De brug ligt op de weg tussen Gijzegem enerzijds en Herdersem en Wieze anderzijds, wat meteen de naam van de brug verklaart. De brug bestaat uit drie overspanningen: twee zijoverspanningen van 25 m elk en een middenoverspanning van 50 m.

## Geschiedenis
De Wiezebrug lag vroeger meer naar het noorden over het intussen verdwenen Sas van Wieze. Dit sas werd gebouwd in 1768-1769 op de rechtgetrokken Dender. In 1866 werd een houten ophaalbrug gebouwd over het sas. Het sas bleef actief tot 1947.
In 1972 werd de huidige vaste liggerbrug gebouwd. De oude ophaalbrug aan het sas verloor zijn functie en kreeg in 1976 een plaats in de buurt van de huidige brug, op initiatief van het Davidsfonds van Herdersem. De nieuwe brug werd gerenoveerd in 2006.

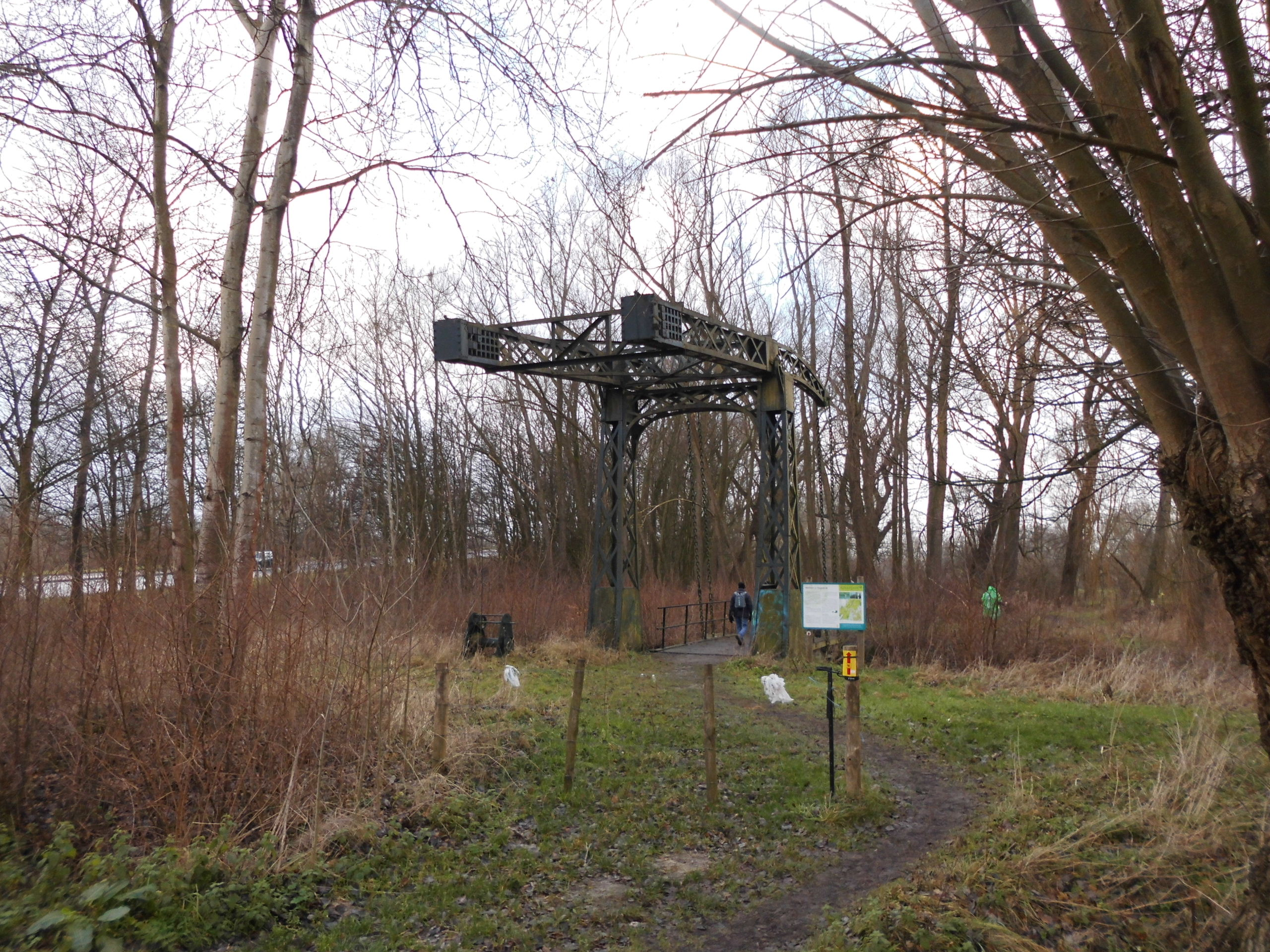
Oude wiezebrug